# Olympic 4
Olympic 4 je čtvrté řadové album skupiny Olympic. Album vyšlo v roce 1974 na LP, později bylo vydáno také na CD (1992) a s několika bonusy také v reedici ve Zlaté edici Supraphonu v roce 2006.

## Seznam skladeb
Album Olympic 4 bylo remastrované v roce 2006 a doplněno o třináct bonusů.

### Strana A
1. Karneval (Petr Hejduk/Václav Fischer) - 3:57
2. Stará láhev (Petr Janda/Václav Fischer) - 3:27
3. Konec konců (Petr Hejduk/Libor Křístek) - 3:39
4. Blázen (Petr Janda/Michael Prostějovský) - 3:03
5. Únos (Petr Janda/Zdeněk Rytíř) - 5:10

### Strana B
1. Harém (Petr Janda/Václav Fischer) - 4:55
2. Jsem zvláštní (Petr Janda/Miroslav Černý) - 5:31
3. Vůně benzínu (Petr Janda/Ivo Fischer) - 4:22
4. Kánon (Petr Janda/Zdeněk Rytíř) - 3:59

### Bonusy
Jako bonusy byly použity nahrávky ze singlů a dosud nevydané rarity. U písně Agáta je v bookletu jako autor hudby chybně uveden Jiří Korn. 
1. Planetář (Jiří Korn/Michael Prostějovský)
2. Agáta (Petr Janda/Michael Prostějovský)
3. Tony (Petr Janda/Michael Prostějovský)
4. Závody lodí (Petr Janda/Michael Prostějovský)
5. Měsíc (Petr Janda/Michael Prostějovský)
6. Detektiv (Jiří Korn/Michael Prostějovský)
7. Lola (Když Lola pila pátý drink) (Bohuslav Ondráček/Michael Prostějovský)
8. Hedy (Bohuslav Ondráček/Václav Fischer)
9. Dobré ráno (Petr Janda/Zdeněk Rytíř)
10. Kroky (Petr Hejduk/Václav Fischer)
11. Lhář (Petr Janda/Michael Prostějovský)
12. Prý (Jiří Korn/Václav Fischer)
13. Co tě napadá (Petr Janda/Václav Fischer)

## Album bylo nahráno ve složení
- Petr Janda - sólová kytara, zpěv (2, 5-8)
- Miroslav Berka - klávesy, zpěv
- Ladislav Chvalkovský - zpěv (1), baskytara (1, 3, 7)
- Petr Hejduk - bicí, zpěv (1, 3)
- Jiří Korn - baskytara (2, 4-6, 8, 9), zpěv (4-6)